# 국군의무사령부
국군의무사령부(國軍醫務司令部, 영어: The Armed Force Medical Command(AFMC/MEDCOM))는 국군 환자 등의 전문적 진료와 군진의학(軍陳醫學)의 연구·발전에 관한 사항을 관장하기 위하여 설치된 대한민국 국방부 직할 기능사령부이다. 대한민국 국군에 대한 의무 지원 및 군진의학 관련 업무를 전담한다.

## 역사
사령부는 휴전 이후의 1954년 3월 경상남도 마산시에서 육군 의무기지사령부로 창설되었다. 1971년 1월 국방부 직할로 개편되어 부대명칭이 현재의 국군의무사령부가 되었다. 1984년 9월 서울특별시 강서구 등촌동으로 이전하였으며, 1999년 12월에는 다시 경기도 성남시 분당구로 이전하였다.

## 조직

### 지도부
- 사령관
- 부사령관
- 참모장

### 부서
- 감찰실
- 법무실
- 군종실
- 기획관리처 - 대령
  - 기획과
  - 재정과
- 인사행정처 - 대령
  - 인사과
  - 근무행정과
- 정보작전처 - 대령
  - 정보작전과
  - 교육훈련과
  - 동원과
- 보건운영처 - 대령
  - 보건과
  - 원무운영과
  - 예방의학과
- 군수처 - 대령
  - 의무물자과
  - 의무장비과
  - 시설환경과
- 의료관리처 - 대령
  - 의료관리과
  - 의료경영과
- 의료정보통신실 - 중령
  - 계획과
  - 체계개발과
  - 운용과

| - 의무지원근무단 - 의무후송 제1중대 - 의무후송 제2중대 - 국군구리병원 - 의무후송 제3중대 - 진료지원중대 - 일반지원중대 - 국군의공학지원대 | - 국군의무학교 - 대전광역시 유성구 자운대 - 국군의학연구소 - 의료종합상황센터 - 민간진료협약병원 |

### 국군병원
6.25 전쟁이 일어나기 2년 전인 1948년 5월 1일에 서울 영등포에서 통위부 직할 제1육군병원이 창설된 것을 시작으로, 10월 15일에 충청남도 대전에 제2육군병원, 11월 20일에 전라남도 광주에 제3육군병원, 1949년 2월 2일에 부산에서 제5육군병원, 7월 1일에 영등포 대방동에서 수도육군병원이 차례로 창설되었다. 이후 6.25 전쟁 중에 11개 육군병원이 추가로 창설되었다.
이러한 야전병원들은 휴전 이후에도 각 군별로 따로 운영되어 왔으나, 이는 운영 측면에서 비효율적이었으므로 국군의무사령부가 발족한 1971년 1월에 통합병원으로 단일화되었고, 1984년 9월에 국군병원으로 개칭되었다.

#### 현존 국군병원
| - 강원특별자치도 - 국군강릉병원 - 강릉시 - 국군춘천병원 - 춘천시 - 국군홍천병원 - 홍천군 | - 경기도 - 국군고양병원 - 고양시 - 국군구리병원 - 구리시 - 국군수도병원 - 성남시 - 국군양주병원 - 양주시 - 국군포천병원 - 포천시 | - 국군서울지구병원 - 서울특별시 종로구 - 국군대구병원 - 경상북도 경산시 - 국군대전병원 - 대전광역시 유성구 - 국군함평병원 - 전라남도 함평군 |

#### 해체된 국군병원
- 국군부산병원 - 부산광역시 해운대구
- 국군원주병원 - 원주시

## 역대 사령관

### 육군의무기지사령부
| #    | 계급 | 성명   | 취임일          | 이임일         | 참고                      |
| ---- | ---- | ------ | --------------- | -------------- | ------------------------- |
| 초대 | 소장 | 박동균 | 1954년 3월 15일 | 11월 17일      |                           |
| 2대  | 대령 | 정희섭 |                 |                |                           |
| 3대  | 준장 | 신학진 |                 |                |                           |
| 4대  | 대령 | 김수남 |                 |                |                           |
| 5대  | 대령 | 최진향 |                 |                |                           |
| 6대  | 준장 | 김원일 |                 |                |                           |
| 7대  | 대령 | 조명제 |                 |                |                           |
| 8대  | 대령 | 김진하 |                 |                |                           |
| 9대  | 준장 | 홍종관 |                 |                |                           |
| 10대 | 준장 | 김원일 |                 |                |                           |
| 11대 | 준장 | 이대부 |                 |                |                           |
| 12대 | 준장 | 조영선 |                 |                |                           |
| 13대 | 대령 | 이종춘 |                 |                |                           |
| 14대 | 준장 | 정호용 |                 |                |                           |
| 15대 | 준장 | 김병국 |                 |                |                           |
| 16대 | 준장 | 김영수 |                 |                |                           |
| 17대 | 준장 | 리혜수 | 1970년 2월 25일 | 1971년 7월 1일 | 국군의무사령부로 재편성됨 |

### 국군의무사령부
| #    | 계급 | 성명   | 취임일           | 이임일           | 참고                       |
| ---- | ---- | ------ | ---------------- | ---------------- | -------------------------- |
| 17대 | 준장 | 리혜수 | 1971년 7월 1일   | 1972년 3월 7일   | 초대 국군의무사령부 사령관 |
| 18대 | 준장 | 박상빈 |                  |                  |                            |
| 19대 | 준장 | 조환구 |                  |                  |                            |
| 20대 | 준장 | 박성대 |                  |                  |                            |
| 21대 | 준장 | 신현필 |                  |                  |                            |
| 22대 | 준장 | 이필우 |                  |                  |                            |
| 23대 | 준장 | 이현우 |                  |                  |                            |
| 24대 | 준장 | 이필우 |                  |                  |                            |
| 25대 | 소장 | 최정수 |                  |                  |                            |
| 26대 | 소장 | 변해공 |                  |                  |                            |
| 27대 | 소장 | 이헌치 |                  |                  |                            |
| 28대 | 소장 | 이치우 |                  |                  |                            |
| 29대 | 소장 | 이세종 |                  |                  |                            |
| 30대 | 소장 | 홍태의 |                  |                  |                            |
| 31대 | 소장 | 전태준 |                  |                  |                            |
| 32대 | 소장 | 김영배 |                  |                  |                            |
| 33대 | 소장 | 김승육 |                  |                  |                            |
| 34대 | 소장 | 허준평 |                  |                  |                            |
| 35대 | 소장 | 나현재 |                  |                  |                            |
| 36대 | 중장 | 김록권 |                  |                  |                            |
| 37대 | 소장 | 김상훈 |                  |                  |                            |
| 38대 | 준장 | 박호선 |                  |                  |                            |
| 39대 | 소장 | 남택서 |                  |                  |                            |
| 40대 | 소장 | 박동언 | 2012년 12월 27일 | 2014년 12월 26일 |                            |
| 41대 | 준장 | 황일웅 | 2014년 12월 26일 | 2016년 12월 21일 |                            |
| 42대 | 준장 | 안종성 | 2016년 12월 21일 | 2018년 12월 24일 | [ 3 ]                      |
| 43대 | 준장 | 석웅   | 2018년 12월 24일 | 2020년 12월 24일 |                            |
| 44대 | 준장 | 최병섭 | 2020년 12월 24일 | 2022년 12월 27일 |                            |
| 45대 | 준장 | 하범만 | 2022년 12월 27일 | 2024년 12월 27일 |                            |
| 46대 | 준장 | 이상호 | 2024년 12월 27일 |                  |                            |

## 계보
- 1954년 3월, 육군의무기지사령부
- 1971년 1월, 국군의무사령부

### 인용
1. 1 2  國軍醫務司令部 2004, 8(6)쪽.
2. ↑  순명식; 박동찬 (2013). “국군병원”. 한국민족문화대백과사전. 한국학중앙연구원.
3. ↑  최원식 (2014년 12월 26일). “황일웅 신임 의무사령관 취임식 개최”. 의협뉴스. 2015년 1월 19일에 확인함.

### 자료
- “국군의무사령부령”. 국가법령정보센터. 2011년 8월 3일. 2012년 3월 12일에 확인함.
- “國軍醫務司令部 50年史” (PDF). 국군 의무사령부. 2004. 2017년 10월 31일에 원본 문서 (PDF)에서 보존된 문서. 2014년 10월 30일에 확인함.